# Brooks megye (Texas)
Brooks megye az Amerikai Egyesült Államokban, azon belül Texas államban található. Megyeszékhelye és legnagyobb városa Falfurrias. Lakosainak száma 7076 fő (2020. április 1.). Brooks megye Duval, Jim Wells, Kleberg, Kenedy, Hidalgo, Starr és Jim Hogg megyékkel határos.

## Népesség
A megye népességének változása:
| Lakosok száma | 7207 | 7209 | 7175 | 7237 | 7230 | 7076 |
|               | 2010 | 2011 | 2012 | 2013 | 2015 | 2020 |